# 7974 Vermeesch
7974 Vermeesch este un asteroid din centura principală de asteroizi.

## Descriere
7974 Vermeesch este un asteroid din centura principală de asteroizi. A fost descoperit pe 29 septembrie 1973 la Observatorul Palomar de Cornelis Johannes van Houten, Ingrid van Houten-Groeneveld și Tom Gehrels. Asteroidul prezintă o orbită caracterizată de o semiaxă mare de 2,27 ua, o excentricitate de 0,10 și o înclinație de 0,2° în raport cu ecliptica.